# Gmina Różan
Die Gmina Różan ist eine Stadt-und-Land-Gemeinde im Powiat Makowski der Woiwodschaft Masowien in Polen. Ihr Sitz ist die gleichnamige Stadt mit etwa 2700 Einwohnern.

## Geographie
Die Gemeinde liegt im Nordosten der Woiwodschaft. Nachbargemeinden sind Czerwonka, Goworowo, Młynarze und Rzewnie.

## Geschichte
Die Landgemeinde wurde 1973 aus verschiedenen Gromadas neu gebildet. Stadt- und Landgemeinde wurden 1990/1991 zur Stadt-und-Land-Gemeinde zusammengelegt. Ihr Gebiet kam 1975 von der Woiwodschaft Warschau zur stark verkleinerten Woiwodschaft Ostrołęka, der Powiat wurde in dieser Zeit aufgelöst. Zum 1. Januar 1999 kam die Gemeinde zur Woiwodschaft Masowien und wurde wieder Sitz des Powiat Wołomiński.

## Gliederung
Die Stadt-und-Land-Gemeinde (gmina miejsko-wiejska) Różan besteht aus der Stadt selbst und 18 Orten mit Schulzenamt (sołectwo):
Chełsty
Chrzczonki
Dąbrówka
Dzbądz
Dyszobaba
Kaszewiec
Miłony
Mroczki-Rębiszewo
Paulinowo
Podborze
Prycanowo
Szygi
Załęże-Eliasze
Załęże-Gartki
Załęże-Sędzięta
Załęże Wielkie
Załuzie
Zawady-Ponikiew